# Dakloosheid

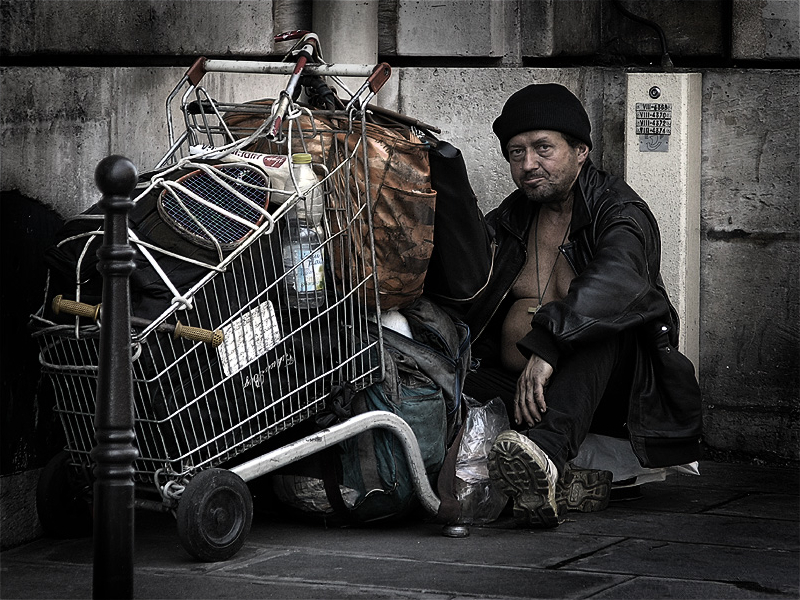
Een dakloze in Parijs

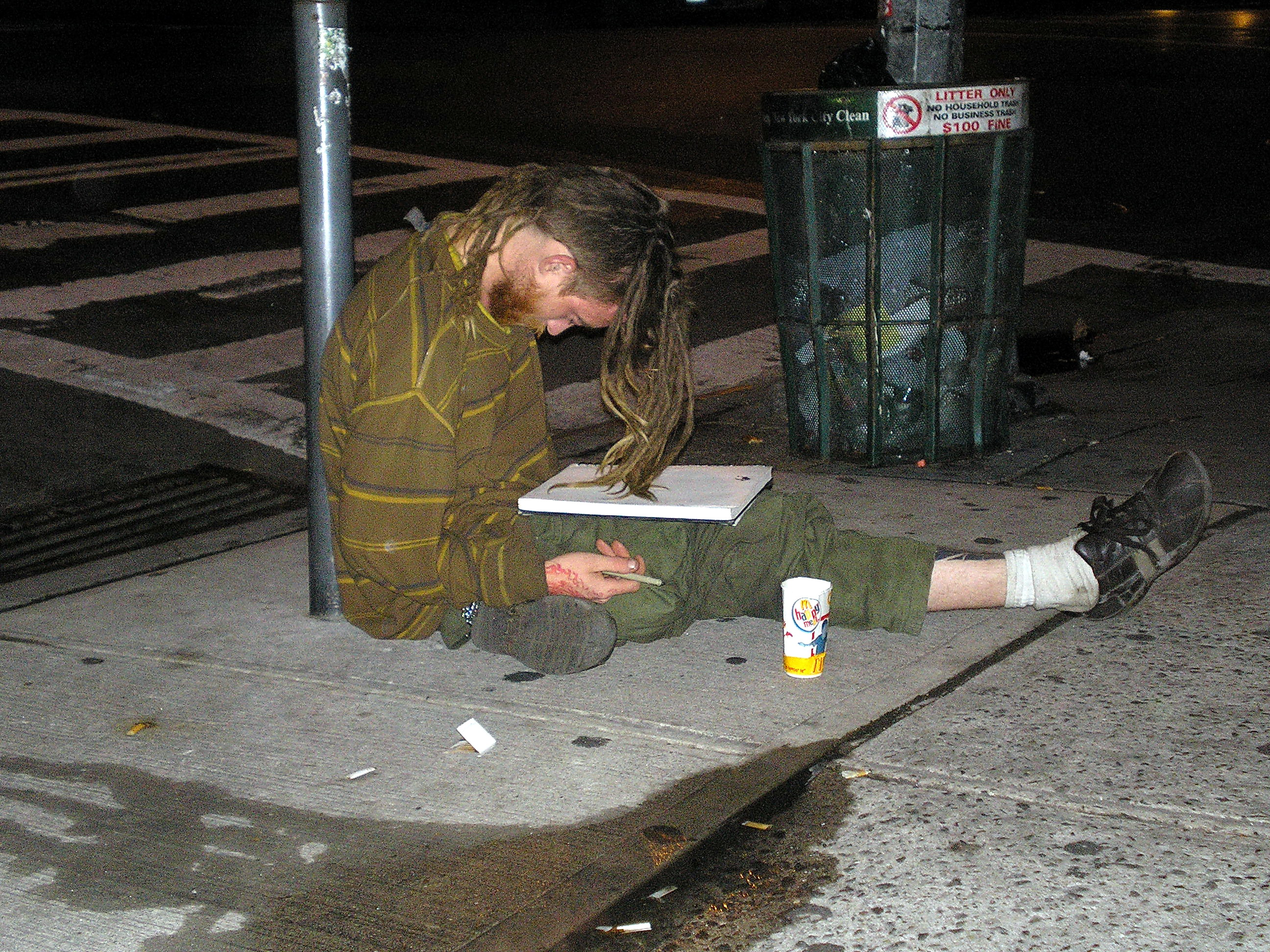
Een dakloze in New York

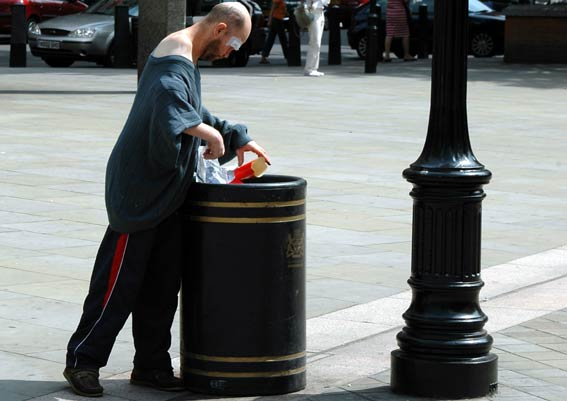
Een dakloze die eten zoekt in een vuilnisbak in Londen

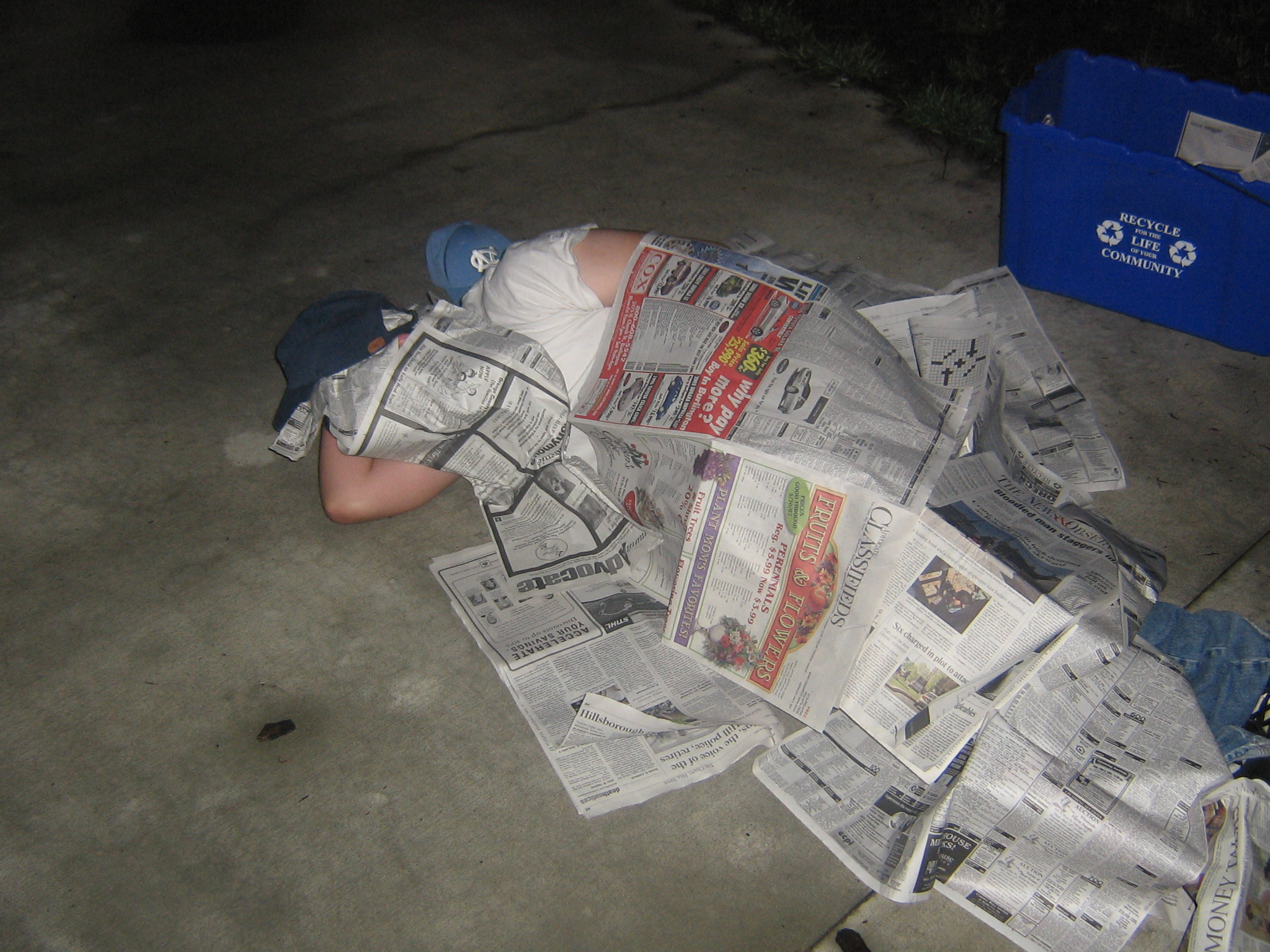
Een dakloze die onder kranten slaapt

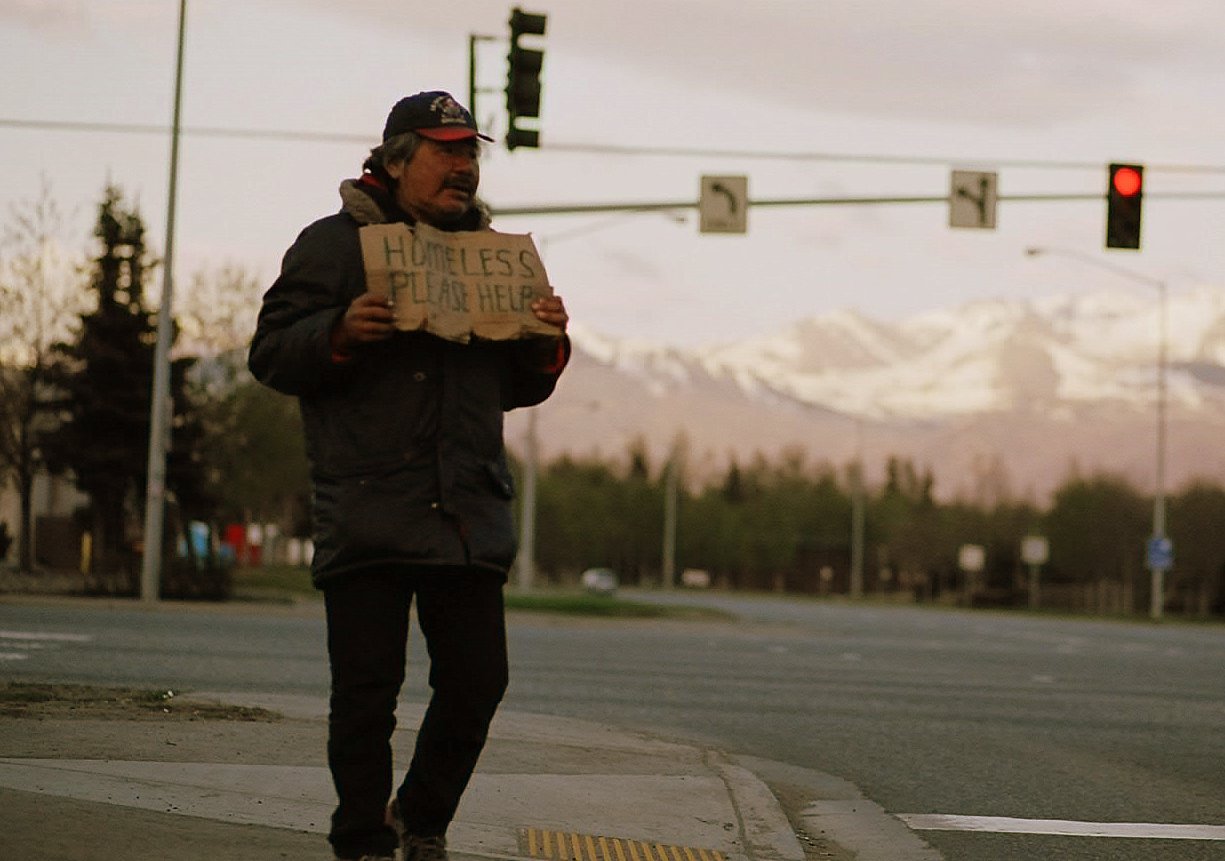
Een dakloze in Anchorage, Alaska

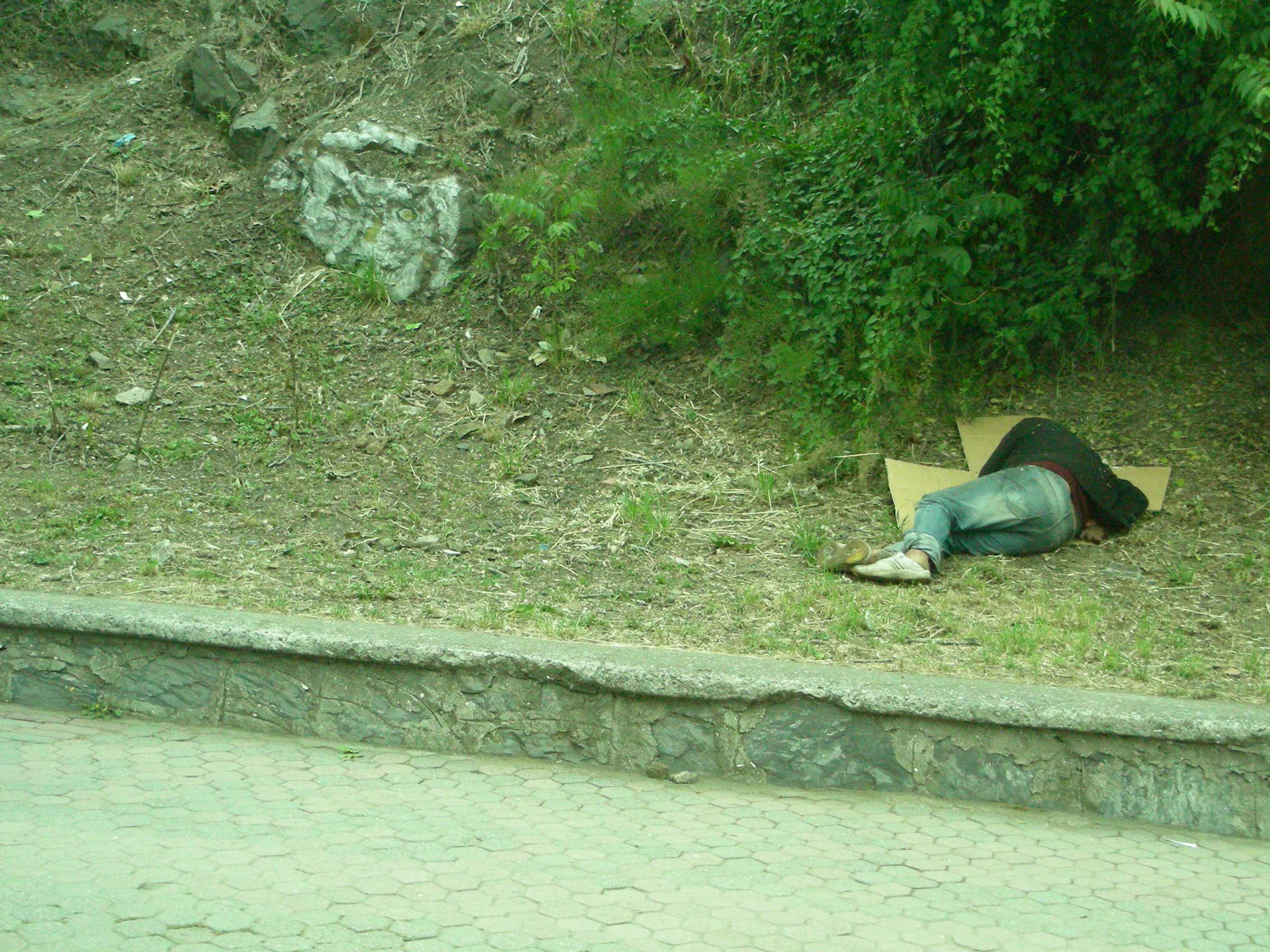
Een dakloze langs de rondweg in Istanboel

Dakloosheid is het niet hebben van onderdak. Iemand die dakloos is wordt een dakloze genoemd. Onder daklozen worden mensen verstaan die geen woning hebben en in opvangcentra verblijven of die overnachten in leegstaande gebouwen of op straat. Omdat dakloosheid niet enkel een probleem is van huisvesting, wordt er vaak gesproken over dak- en thuisloosheid.

## Oorzaken
Er zijn meerdere oorzaken waardoor iemand een dakloze kan worden, zoals huisuitzetting, zich onttrekken aan ouderlijk gezag (kinderen) of een echtscheiding. In gebieden waar werkloosheid welig tiert kunnen velen vaak geen werk vinden, waardoor zij bij gebrek aan een sociale uitkering (bijvoorbeeld in landen als de Verenigde Staten) geen geld meer hebben om een woning te betalen. Geïmproviseerde sloppenwijken stonden in de Verenigde Staten bekend als Hoovervilles. In andere gebieden kan een dakloze wel werk hebben, maar dit werk brengt niet genoeg op om een woning te kunnen betalen. 
Een groot deel van de daklozen lijdt aan alcoholisme, verslaving aan drugs of een psychische ziekte.
Uit een in Nederland uitgevoerd onderzoek dat in januari 2020 werd gepubliceerd bleek dat een op de drie ex-gedetineerden dakloos zou worden.

## Leven van een dakloze
Er bestaan verschillende 'gradaties' van dakloosheid en een vrij grote randgroep, die weliswaar niet op straat slaapt, maar desalniettemin geen permanent adres heeft. 
Vaak wonen ze tijdelijk bij familie en vrienden. Dit kan voor hen soms ook een risico zijn omdat de verhuurder dit niet toestaat, men kan zich daarom niet inschrijven op het adres. Ook rouleert deze groep vaak tussen verschillende adressen om niet iemand te veel tot last te zijn en om argwaan van de verhuurder te voorkomen. Andere mogelijkheden zijn goedkope motels, jeugdherbergen, internetcafé´s of in de eigen auto.
Ook zijn er mensen zonder permanent adres die nog wel een baan hebben, maar geen vast adres, omdat deze baan onvoldoende inkomsten biedt voor een woning. Betaling vindt dan vaak contant of zwart plaats, of de dakloze beschikt nog over zijn bankrekening. Toewijzingsregels voor woningen en de woningmarkt kunnen ook een obstakel vormen; iemand raakt bijvoorbeeld om financiële of andere reden de woning kwijt en kan hierdoor geen nieuwe woning krijgen. 
Daklozen komen vaak terecht in een vicieuze cirkel. Zonder bijvoorbeeld een telefoonnummer of permanent adres kan een dakloze moeilijk nieuw werk zoeken of een uitkering aanvragen. Bovendien heeft de dakloze geen bankrekening om een eventueel salaris op te ontvangen, en zal hij waarschijnlijk door zijn verschijning in veel plaatsen niet eens te woord worden gestaan. Maar zonder inkomen kan hij geen adres, telefoonnummer, bankrekening of fatsoenlijke kleding krijgen.  
Het leven op straat is meestal hard en gevaarlijk. Daklozen hebben geen toegang tot onderwijs of medische voorzieningen. Daarbij zijn ze vatbaarder voor drugsverslaving, ziektes en in koudere klimaten onderkoeling of doodvriezen. Verder komt het veel voor dat daklozen slachtoffer worden van misdrijven, waarbij de daders meestal andere daklozen zijn. Men kan hier denken aan beroving en mishandeling, ook lopen met name vrouwen en kinderen een hoog risico op straat seksueel misbruikt te worden door andere daklozen.
Daklozen zonder werk trachten aan geld te raken door te bedelen of te stelen, hoewel deze methoden weinig geld opbrengen. Een zeer riskante wijze van geldverwerving is prostitutie. Soms worden er kleine klusjes verricht waarvoor met contant geld wordt betaald. Lucratiever is geld te krijgen door tekenen op de straat, muziek spelen of andere vormen van vermaak. Ook zijn er vele initiatieven, zoals het verkopen van de daklozenkrant.

## Verblijfplaatsen
Daklozen overnachten meestal op de volgende plaatsen. In veel gevallen wordt echter door de private of publieke organisatie die een gebied of gebouw in beheer heeft tegen daklozen opgetreden en worden ze (hardhandig) verjaagd. Overdekte winkelcentra, parkeergarages en parken worden om deze redenen vaak 's nachts afgesloten.
- Op straat, bijvoorbeeld op een bankje in het park, een portiek of onder een brug.
- Parkeergarages die 24 uur per dag open zijn.
- In niet (meer) in gebruik zijnde gebouwen (kraken).
- In een tentje in een park, groenstrook of natuurgebied.
- In zelfgebouwde sloppen, soms in sloppenwijken.
- De eigen auto, waarbij men vaak rouleert tussen parkeerplaatsen om argwaan van omwonenden of de eigenaar te voorkomen.
- Verlaten auto's en andere voertuigen.
- Overdekte winkelcentra.
- Publieke gelegenheden die 24 uur per dag open zijn, zoals (bus-, trein- en metro)stations,  luchthavens, goedkope 24-uurs-restaurants, universiteitsgebouwen etc.
- Opvangcentra van liefdadigheidsinstellingen, bijvoorbeeld het Leger des Heils.
- Jeugdherbergen, goedkope motels of hotels waar men in plaats van een kamer een bed kan huren.
- Grotten en tunnels.
- In Japan verblijven enkele duizenden daklozen 's nachts in internetcafés.
- Vrienden of familie. Deze categorie 'daklozen' is vaak moeilijker te herkennen.
- Speciale opvangcentra waar een dakloze alleen mag overnachten in plaats van de hele dag blijven.

Sinds 2014 biedt de Sheltersuit Foundation gratis sheltersuits aan, wind- en waterdichte jassen met een aanritsbare slaapzak die zijn bedoeld om in een koud klimaat te dragen.

## Hulpcentra
Er zijn hulpcentra voor daklozen, waar ze eten of onderdak kunnen krijgen. Voorbeelden hiervan zijn het Leger des Heils, Poverello, CAW Artevelde (crisis-nachtopvang te Gent) en het Het Werk der Daklozen (Antwerpen). In Nederland zijn er instellingen zoals in Amsterdam het Stoelenproject en in Utrecht de Tussenvoorziening (Sleep-Inn het Snurkhuis en de Nachtopvang in Zelfbeheer (NOiZ)); in Utrecht was er tussen 1936 en 1980 het Labrehuis van de Kruisvaarders van Sint-Jan. 
Hulp kan de directe nood lenigen door een maaltijd, warme kleding of slaapzakken, of een slaapplaats te bieden. Wanneer de daklozen ervoor openstaan, zijn er ook organisaties die trachten te helpen hen uit de vicieuze cirkel te trekken. Dit kan door hen bijvoorbeeld verslavingszorg of hulp bij het afkicken aan te bieden. Bij sommige (nacht)opvangen kunnen daklozen zich ook als ingezetene registreren, wat vervolgens de mogelijkheden opent voor het openen van een bankrekening en hiermee het zoeken naar werk, en uiteindelijk het zoeken naar een meer permanente behuizing.
Behuizing krijgen met steun van de overheid is een oplossing, die op lange termijn de persoon in kwestie uit zijn vicieuze cirkel kan trekken. Ook in kleinere steden zoals Amersfoort zijn er verschillende hulplocaties voor daklozen zoals een opvang voor thuisloze alcoholisten door Victas, een opvang voor thuisloze drugsverslaafden door het Leger des Heils,  een dagopvang en nachtopvang door Kwintes en een inloop door Motiva. In het eerste decennium van de 21ste eeuw hebben de vier grote steden plannen gemaakt om alle daklozen binnen enkele jaren te huisvesten.

## Aantal daklozen

### België
In België bestaan geen officiële cijfers ten aanzien van het aantal dak- en thuislozen. Men kan enkel een beroep doen op schattingen van instellingen. Dit heeft vooral te maken met dat de term 'dak-en thuisloos' moeilijk gedefinieerd kan worden en verschillende verschijningsvormen kent. Er is sprake van een vrij grote randgroep die weliswaar niet op straat slaapt, maar desalniettemin geen permanent adres heeft. Het is bovendien moeilijk om de dak- en thuislozen te bereiken.
Door deze schattingen krijgt men een eerste beeld van de groep van dak- en thuislozen. Men moet er zich echter steeds van bewust zijn dat het werkelijke aantal dak- en thuislozen hoger ligt, aangezien de dak- thuislozen die niet door de opvangvoorzieningen worden bereikt niet meegeteld worden.
Wat wel duidelijk is, is dat het aantal daklozen de laatste jaren permanent blijft toenemen. In sommige landen van de derde wereld is de ellende van de daklozen schrijnend, met miljoenen kinderen en volwassenen die op straat leven en werken.

### Nederland
Sinds 2009 maakt het CBS een schatting van het aantal daklozen in Nederland. In 2009 schatte het CBS dat er 17.800 daklozen tussen de 18 en 65 jaar in Nederland waren. In 2019 maakte het CBS opnieuw een schatting, waaruit bleek dat het aantal daklozen ruim verdubbeld was, naar 39.300. Het aantal daklozen tussen de 18 en 30 jaar, en daklozen met een niet-westerse achtergrond is verdrievoudigd. Vooral tussen 2014 en 2018 was er sprake van een stijgende trend. Zo'n 84% is man, en 37% verblijft in een van de vier grootste gemeenten (Amsterdam, Rotterdam, Den Haag en Utrecht). Meer dan de helft van alle daklozen in Nederland heeft een niet-westerse achtergrond. 

## Terminologie
In België wordt die in navolging van de Franse benaming ook als clochard of veel recenter als sdf'er (sans domicile fixe) betiteld.
Er valt een onderscheid te maken tussen 'dakloos' en 'thuisloos'. Thuisloos zijn betekent meer dan ‘geen dak boven het hoofd hebben’. Deze engere kijk noemen we dakloosheid. Geen onderdak hebben kan te maken hebben met armoede, verslaving, een psychiatrische ziekte, … maar ook eenvoudigweg met een ramp zoals het afbranden van een huis, een overstroming, enzovoort. Iedereen kan dakloos worden, maar niet iedereen beschikt over dezelfde mogelijkheden om het probleem op te lossen en voor eigen onderdak te zorgen.
Verschillende gradaties van ontankering kunnen vastgesteld worden:
- Letterlijke dakloosheid (bijvoorbeeld na brand)

Het wonen biedt een kans op zeer belangrijke ankerpunten op persoonlijk, relationeel en maatschappelijk vlak. Wonen is voorwaarde om ergens een identiteit te kunnen vestigen.
- Tijdelijke thuisloosheid (weggelopen jongeren, mishandelde vrouwen, scheidingen...)

Bij deze vorm van tijdelijke thuisloosheid is reeds ontankering aanwezig. Hier zijn breuken in het bestaan zichtbaar. De sociale verankering is bedreigd of gebroken, maar er zijn nog aanknooppunten voor een herstel op korte of lange termijn.
- Chronische thuisloosheid (bijvoorbeeld bij langdurig zwervers, kartonslapers ...)

Hier blijkt ontankering uit de afwezigheid van ankerpunten. Het netwerk van sociale relaties waaraan elke mens als sociaal wezen behoefte heeft, is totaal of zeer verregaand afwezig. Dit leidt tot een opeenstapeling van problemen. De betrokkenen glijden af naar een ‘leven dat nauwelijks of niet beantwoordt aan de menselijke maatschappelijke normen en waarden’.

## Trivia
- De patroonheilige van de daklozen is Benedictus Jozef Labre.